# Замок Шаваньяк
Замок Шаваньяк-Лафайет (фр. Château de Chavaniac-Lafayette) — французский укреплённый дом XIV—XVIII веков. В этом замке родился маркиз де Лафайет, здесь находится его музей. Замок расположен в коммуне Шаваньяк-Лафайет, в 92 км к юго-востоку от Клермон-Феррана, между Бриудом и Ле-Пюи-ан-Веле (департамент Верхняя Луара).

## История

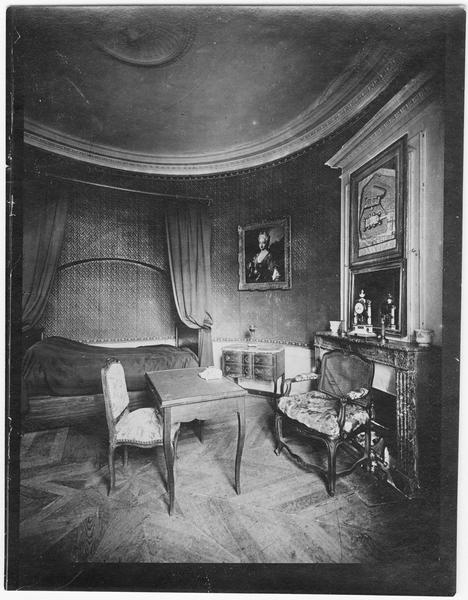
Комната, в которой родился маркиз де Лафайет

Замок Шаваньяк, построенный в XIV веке, был частично разрушен пожаром в 1701 году. Маркиз де Лафайет родился здесь в 1757 году. В 1774 году он женился на Адриенне де Ноай, которая родила ему четверых детей: дочерей Генриетту, умершую в младенчестве, и Анастасию, и сыновей Жоржа и Виржинию, которые жили в замке.
Лафайет, герой Американской революции, почётный гражданин США, дал свое имя примерно тридцати городам и округам, а также площади перед Белым домом в Вашингтоне. Именно поэтому над замком постоянно развеваются американский и французский флаги — в честь ключевой роли Лафайета в военной помощи Франции молодым Соединённым Штатам, которую он сыграл, отправив экспедиционный корпус численностью 5 тысяч солдат под командованием генерала Жана-Батиста Рошамбо и адмирала де Грасса. Однако в начале Великой французской революции он поначалу был удостоен почёта, но затем отвергнут соотечественниками, поскольку голосовал против смерти короля Людовика XVI. Падение монархии в 1792 году вынудило его покинуть Францию. Лафайет был взят в плен австрийскими властями и заключён в крепость Оломоуц. Его считали предателем, так как он не смог спасти ни Марию-Антуанетту, которая была австрийского происхождения, ни короля Франции. Лафайет вернулся во Францию только в 1799 году.
Замок был модернизирован в 1791 году архитектором Водуайе ещё при Лафайете, а затем после его отъезда продан как национальное имущество в 1793 году. Однако замок приобрела тётя Лафайета. В 1917 году американский промышленник шотландского происхождения Джон Моффат по инициативе Беатрис Шанлер, жены губернатора штата Нью-Йорк, основал Мемориальный фонд французских героев имени Лафайета. Фонд приобрёл замок и полностью отреставрировал его, чтобы разместить исторические коллекции Лафайета, собранные по обе стороны Атлантики.
В то же время Моффат открыл в хозяйственных постройках поместья профилакторий и детский дом, которые просуществовали до 2009 года. После смерти Джона Моффата в 1966 году франко-американская ассоциация «Мемориал Лафайета» продолжила управлять замком, а в июле 2009 года передала права собственности Генеральному совету департамента Верхняя Луара. В замке, который впоследствии стал называться замком Шаваньяк-Лафайет, в настоящее время располагается музей Лафайета.

## Архитектура
Замок Шаваньяк, окружённый двумя башнями из чёрного овернского камня, был построен в XIV веке. 21 августа 1989 года замок и его внутреннее убранство были внесены в список исторических памятников.
В 1916 году Мемориал Лафайета придал ему ещё большую внушительность, построив квадратную башню, своего рода донжон. В замке есть парадная лестница с деревянными перилами, галерея, украшенная фресками, столовая в стиле Людовика XIII, комната охраны и комната с китайскими обоями. На первом этаже находятся парадный салон, библиотека, Клевская комната, Розовая комната, место рождения Лафайета, комната Адриенны, прилегающая к ней Зелёная комната, а также комната Флориды и её апартаменты. На втором этаже находятся Большая дорожка, комната Армана, Персидская комната, а на третьем этаже — комната Жильбера с ванной комнатой и сауной. Комната шляпной коробки и комната франко-американской дружбы расположены на четвёртом этаже.

Виды замка
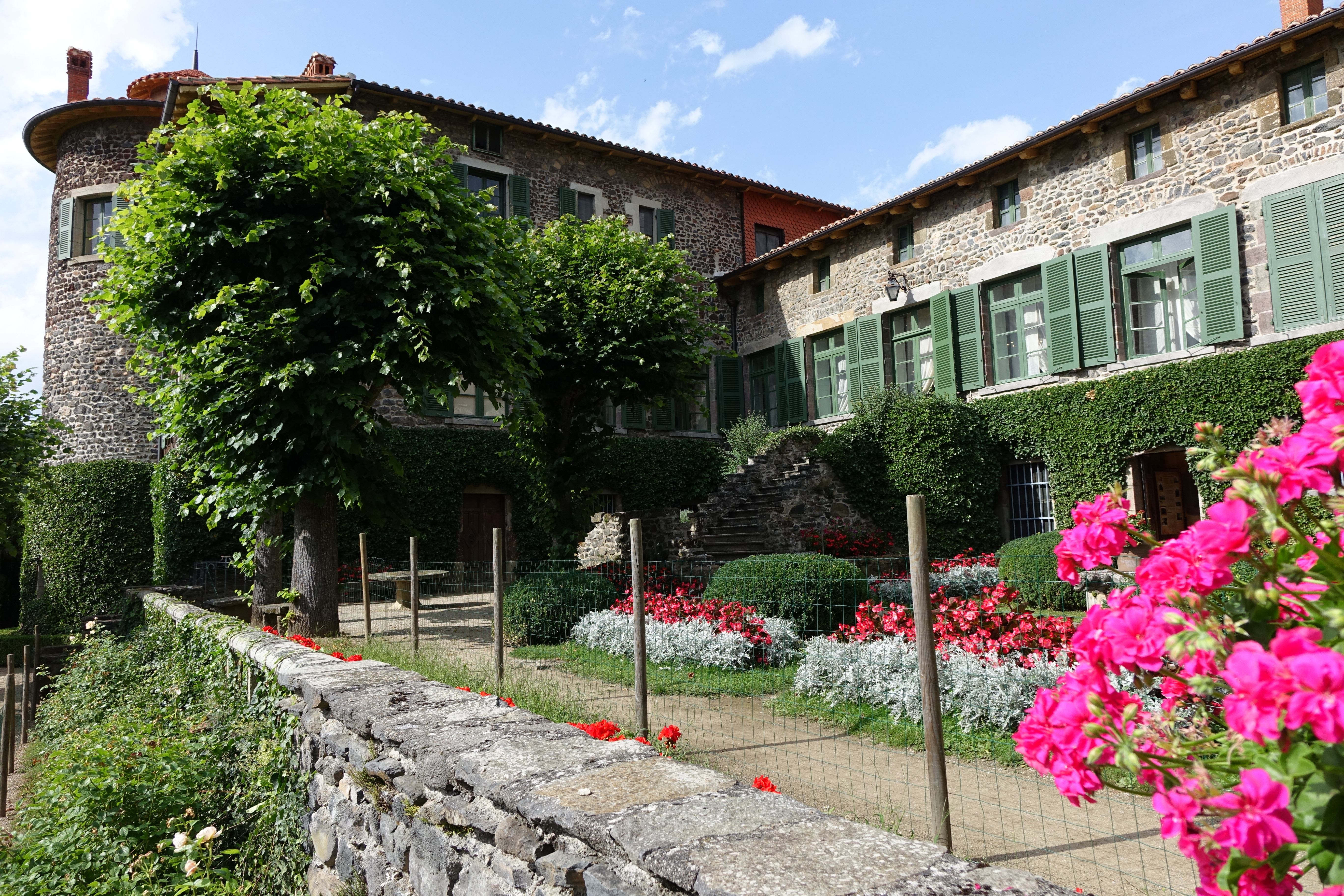
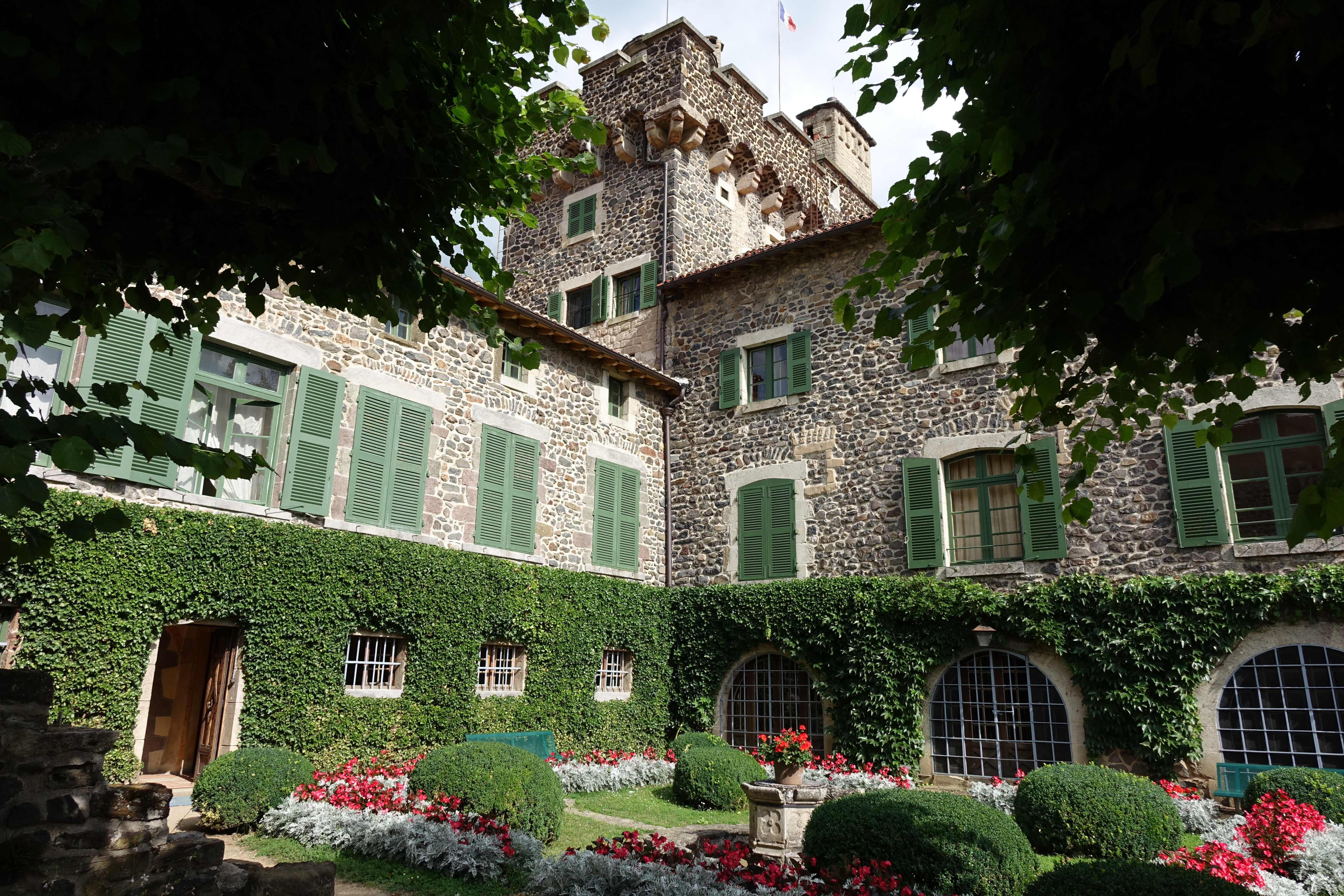
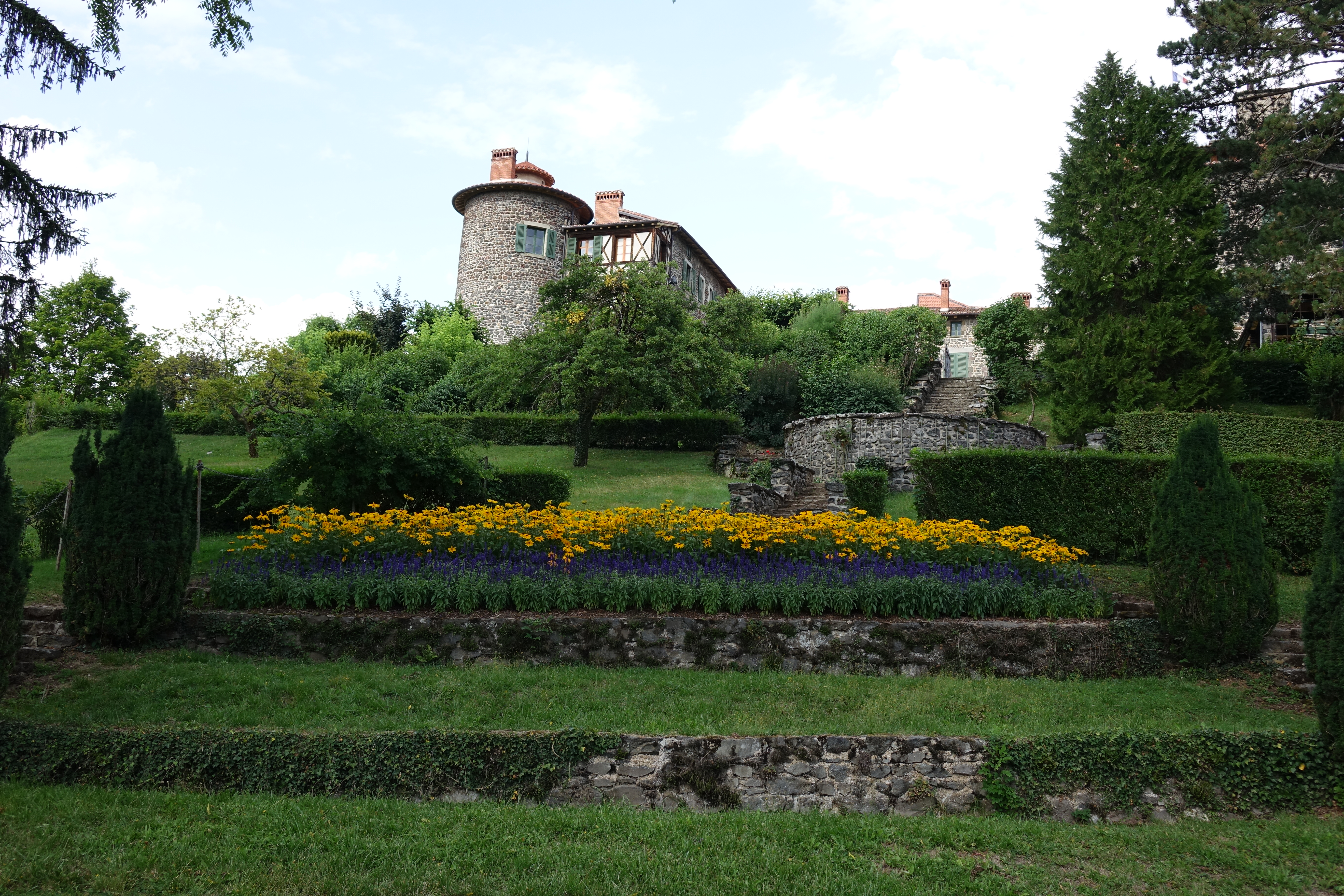
Парк